# Red eléctrica inteligente

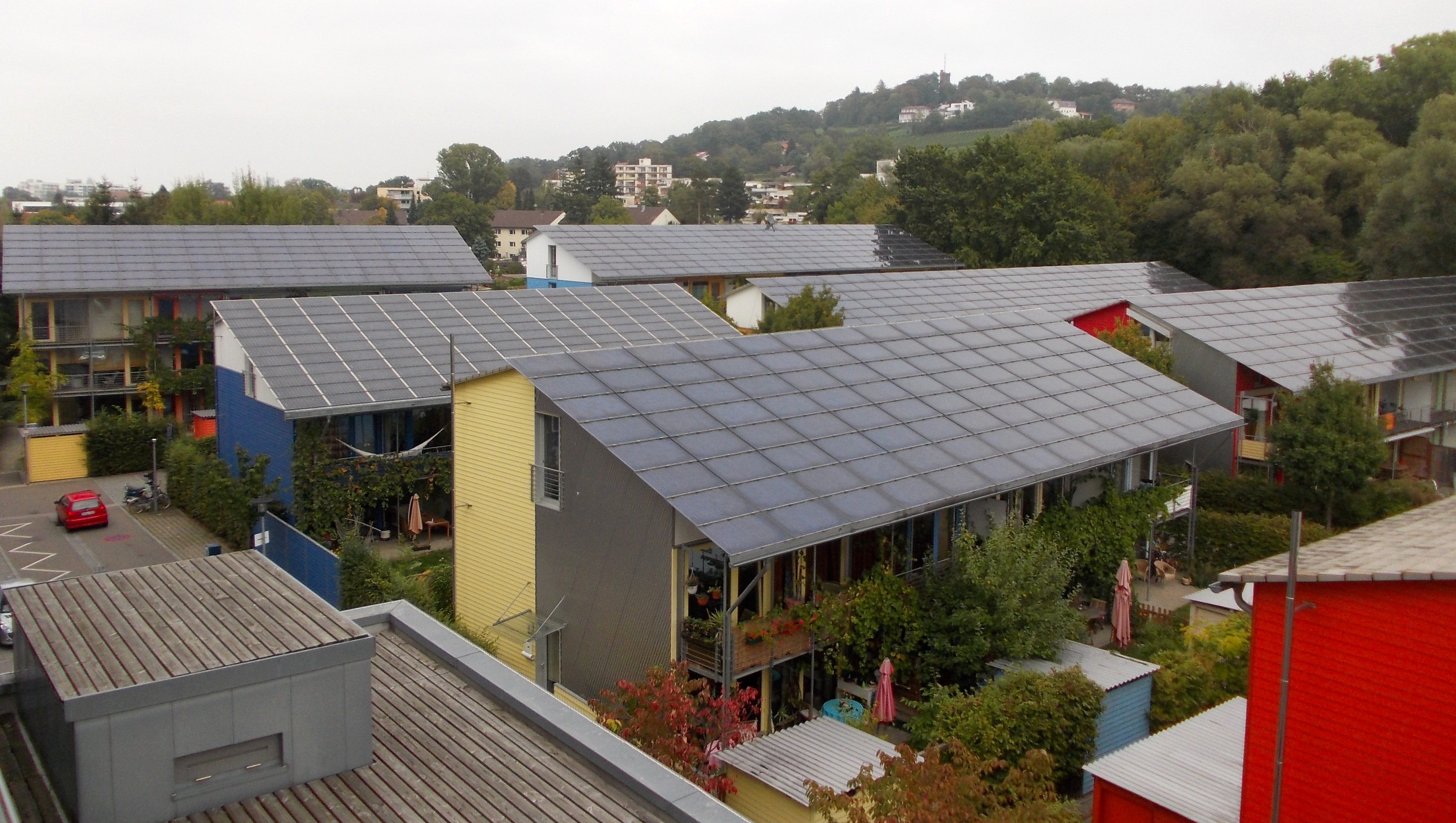
Viviendas sostenibles alimentadas mediante energía solar fotovoltaica en el barrio ecológico Solarsiedlung, en Vauban (Friburgo, Alemania).

Desde un contexto global, la red eléctrica inteligente (o REI; smart grid en inglés) se puede definir como la integración dinámica de los desarrollos en ingeniería eléctrica y en almacenamiento energético, y los avances de las tecnologías de la información y la comunicación (o TIC), dentro de la energía eléctrica (generación, transmisión, distribución, almacenamiento y comercialización, incluyendo las energías alternativas), permitiendo así que las áreas de coordinación de protecciones, control, instrumentación, medida, calidad y administración de energía, etc., sean concatenadas en un solo sistema de gestión, con el objetivo primordial de realizar un uso eficiente y racional de la energía eléctrica . 
Al anterior concepto también se podría dar la integración de otros actores en el área de la medición y control, como lo son las fuentes de gas y el servicio de agua. Así, las redes eléctricas inteligentes entran a hacer parte de un macro-concepto de dominio territorial, como lo es el de las ciudades inteligentes (smart cities en inglés).
La red eléctrica inteligente es una forma de gestión eficiente de la electricidad que utiliza la tecnología informática para optimizar la producción y la distribución de electricidad, con el fin de equilibrar mejor la oferta y la demanda entre productores y consumidores.
En Argentina, el ENRE, a través de la Resolución N°100/2024, dispuso la creación del Comité de Estudios de Redes Inteligentes que incluye los lineamientos para el desarrollo e implementación de nuevos proyectos pilotos. Entre sus funciones, está la de analizar la introducción de SMI (Sistema de Medición Inteligente) en la red de distribución de EDENOR y EDESUR así como también, anticipar cuáles serían los cambios regulatorios necesarios para una correcta implementación, lo que se haría extensivo a los recursos humanos e inversión en capacitación especializada que acompañe.

### Contexto
El término red inteligente se asocia a menudo con el concepto de medidores inteligentes, capaces de ofrecer una facturación detallada por franjas horarias, lo que permitiría a los consumidores no solamente elegir las mejores tarifas de entre las diferentes empresas eléctricas, sino también discernir entre las diferentes horas de consumo, lo que a su vez permitiría un mejor uso de la red. Este sistema también permitiría mapear con más precisión el consumo, y anticipar mejor las necesidades futuras a nivel más local.
La irrupción de las energías renovables en el panorama energético ha cambiado notablemente los flujos de energía en la red eléctrica: ahora los usuarios no solo consumen, sino que también producen electricidad a través de la misma red. Por tanto, el flujo de energía es ahora bidireccional. Una red inteligente envía electricidad desde los proveedores a los consumidores usando una tecnología digital bidireccional para controlar las necesidades del consumidor. Esto ayuda a ahorrar energía, reducir costes, e incrementar la usabilidad y la transparencia.
Usar la energía de manera eficiente, ayuda a reducir las emisiones de CO2 y el calentamiento global.

## Desarrollo histórico de la red eléctrica
El primer sistema de energía de corriente alterna fue instalado en 1886. En ese momento, la red era un sistema de transmisión de energía eléctrica unidireccional y centralizado, y el control de la demanda.
En el siglo XX las redes locales crecieron con el tiempo, y finalmente se interconectan por razones económicas y de fiabilidad. Por la década de 1960, las redes eléctricas de los países desarrollados habían llegado a ser muy grandes, maduras y altamente interconectadas, con miles de centrales de generación "centrales" que entregan el poder a los principales centros de carga a través de las líneas eléctricas de alta capacidad que luego se bifurcan y dividen para proporcionar energía a los usuarios industriales y domésticos más pequeños en toda la zona de suministro. La topología de la red de 1960 fue el resultado de las fuertes economías de escala: carbón, del gas y las centrales de fuel de 1 GW (1.000 MW) a 3 GW escala aún se encuentran para ser rentable, debido a las características de eficiencia-impulso que puede ser rentable sólo cuando las estaciones se hacen muy grandes.
Las centrales eléctricas estaban ubicadas estratégicamente para estar cerca de las reservas de combustibles fósiles (ya sean las minas o pozos propios, o bien cerca de ferrocarril, carretera o líneas de alimentación del puerto). El emplazamiento de las represas hidroeléctricas en zonas de montaña también influyó fuertemente en la estructura de la red emergente. Las centrales nucleares fueron localizadas debido a la disponibilidad de agua de refrigeración. Por último, los combustibles fósiles centrales eran inicialmente muy contaminante y se localizan en la medida de la manera más económica posible de los centros de población una vez que las redes de distribución de electricidad que permite. A finales de 1960, la red de electricidad llegó a la abrumadora mayoría de la población de los países desarrollados, con sólo áreas regionales periféricas restante 'fuera de la red'.
Medición del consumo de electricidad es necesario en función de cada usuario con el fin de permitir la facturación apropiada de acuerdo con el nivel (muy variable) de consumo de los diferentes usuarios. Debido colección limitada de datos y la capacidad de procesamiento durante el período de crecimiento de la red, los acuerdos arancelarios fija se pusieron comúnmente en el lugar, así como los acuerdos de doble arancelarias donde el poder nocturno se cargó a una tasa menor que la energía durante el día. La motivación de los acuerdos de doble arancelarias fue la menor demanda de noche. Tarifas duales hacen posible el uso de bajo costo de energía eléctrica nocturna en aplicaciones tales como el mantenimiento de los bancos de calor 'que sirvieron para' suavizar 'la demanda diaria, y reducir el número de turbinas que necesitaba ser apagado durante la noche , con objeto de optimizar la utilización y la rentabilidad de las instalaciones de generación y transmisión. Las capacidades de medición de la rejilla de 1960 significaban limitaciones tecnológicas en el grado en que las señales de precios podrían ser propagadas a través del sistema.
A través de la década de 1970 hasta la década de 1990, la creciente demanda dio lugar a un número creciente de estaciones de energía. En algunas zonas, el suministro de energía eléctrica, especialmente en las horas punta, no podía mantenerse al día con esta demanda, lo que resulta en mala calidad de la energía incluyendo apagones , cortes de energía, y las caídas de tensión . Cada vez más, la electricidad se dependía para la industria, la calefacción, la comunicación, la iluminación y el entretenimiento, y los consumidores exigía niveles cada vez más altos de fiabilidad.
Hacia el final del siglo XX, se establecieron los patrones de demanda de electricidad: la calefacción doméstica y aire acondicionado llevaron a picos diarios de la demanda que se reunieron por una serie de "horas pico generadores de energía 'que sólo se pueden activar por períodos cortos cada día. El relativamente bajo nivel de utilización de estos generadores en horas pico (comúnmente, las turbinas de gas se utilizan debido a su costo de capital relativamente más bajo y más rápidos tiempos de arranque), junto con la redundancia necesaria en la red eléctrica, se tradujo en altos costos para las empresas eléctricas, que se transmite en forma de aumento de tarifas. En el siglo 21, algunos países en desarrollo como China, India y Brasil fueron vistos como pioneros de la implantación de redes inteligentes.

## Oportunidades de modernización
Desde principios del siglo 21, las oportunidades para aprovechar las mejoras en la tecnología de la comunicación electrónica para resolver las limitaciones y los costos de la red eléctrica se han hecho evidentes. Las limitaciones tecnológicas en la medición ya no fuerzan los precios de energía pico para ser promediados a cabo y se transmite a todos los consumidores por igual. Al mismo tiempo, la creciente preocupación por el daño ambiental de las centrales eléctricas que queman combustibles fósiles ha llevado a un deseo de utilizar grandes cantidades de energía renovable. Formas dominantes como la energía eólica y la energía solar son muy variables, por lo tanto la necesidad de sistemas de control más sofisticados se hicieron evidentes, para facilitar así la conexión de las fuentes a una red altamente controlable de energía a partir de células fotovoltaicas (y en menor medida turbinas de viento) ha también, significativamente, puesto en duda el imperativo para las centrales eléctricas grandes y centralizadas. La rápida caída de los costes apuntan a un cambio importante de la topología de red centralizada a una que es altamente distribuida, con energía siendo a la vez generada y consumida en los límites de la red. Por último, la creciente preocupación por ataques terroristas en algunos países ha dado lugar a llamadas a una red de energía más robusta, que es menos dependiente de las centrales eléctricas que fueron percibidos como posibles objetivos de un ataque.

## Definición de "red inteligente"

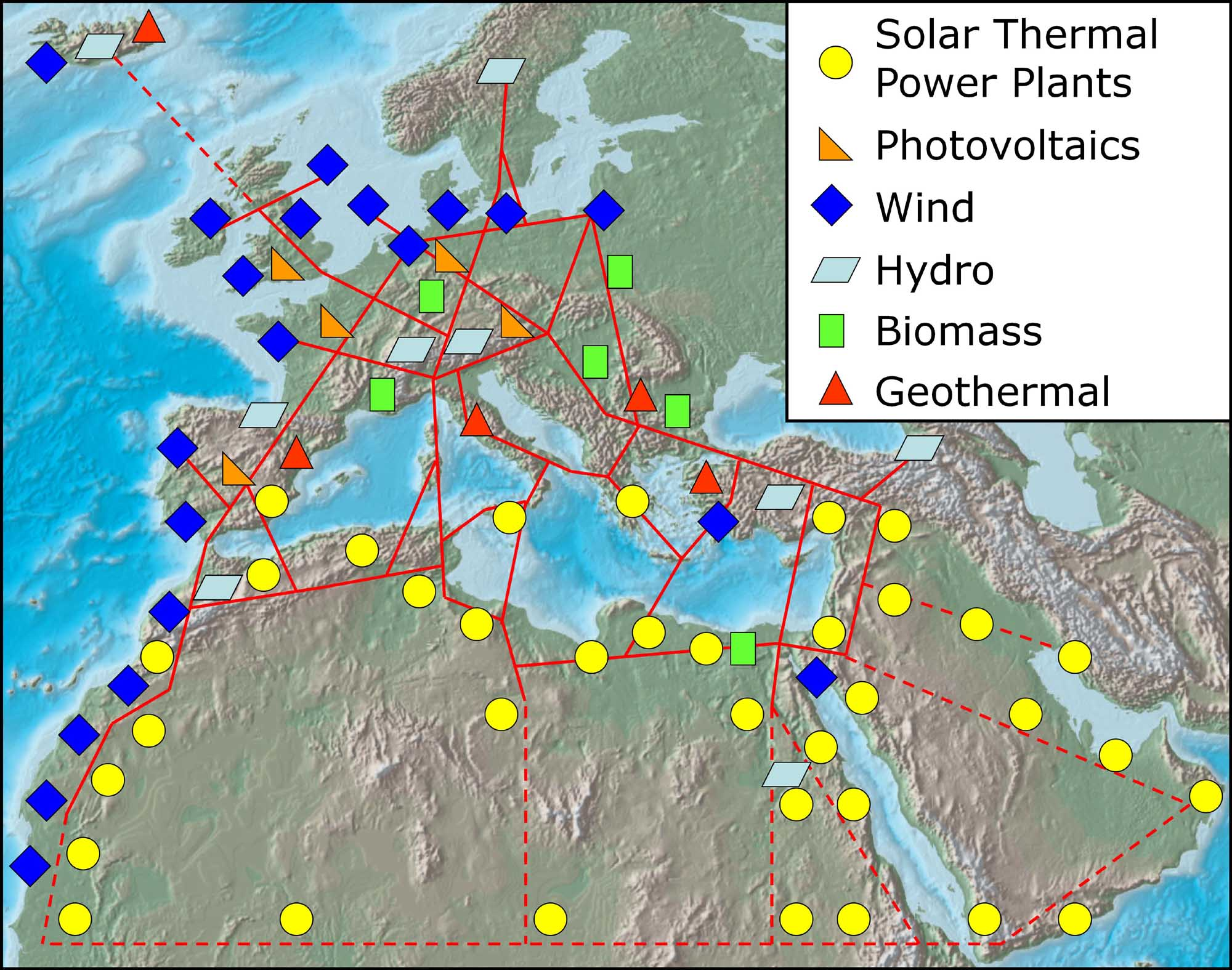
Boceto de la posible infraestructura integrada para un suministro sostenible de energía a Europa, Medio Oriente y África del Norte.

Un elemento común a la mayoría de las definiciones es la aplicación de procesamiento digital y de las comunicaciones a la red eléctrica, por lo que el flujo de datos y gestión de la información central para la red inteligente. Varias capacidades son el resultado de la utilización profundamente integrada de la tecnología digital con las redes de energía, y la integración de la nueva información rejilla flujos en los procesos de servicios públicos y los sistemas es una de las cuestiones clave en el diseño de las redes inteligentes. Las centrales eléctricas se encuentran ahora haciendo tres clases de transformaciones: la mejora de la infraestructura, llamada la fuerte red en TOLUCA; Además de la capa digital, que es la esencia de la red inteligente; y la transformación de procesos de negocio, necesaria para capitalizar las inversiones en tecnología inteligente. Gran parte del trabajo de modernización que ha estado sucediendo en la modernización red eléctrica, especialmente subestaciones y automatización de la distribución, que ahora se incluyen en el concepto general de la red inteligente, pero es más completo aún están evolucionando también.

## Primeras innovaciones tecnológicas
Tecnologías de redes inteligentes emergieron de los intentos anteriores en el uso de electrónica de control, medición y monitoreo. En la década de 1980, la lectura automática de contadores se utilizó para el seguimiento de las cargas de los grandes clientes, y se convirtió en la infraestructura de medición avanzada de la década de 1990, cuyos medidores podrían almacenar información de cómo se utiliza la electricidad en diferentes momentos del día. Los medidores inteligentes agregan comunicaciones continuas por lo que el monitoreo se puede hacer en tiempo real, y se puede utilizar como una puerta de entrada a la demanda de respuesta a dispositivos, conscientes y "enchufes inteligentes" en el hogar. Las primeras formas de este tipo de gestión de la demanda de tecnologías eran de demanda dinámica dispositivos conscientes de que pasivamente sintió la carga en la red mediante la supervisión de los cambios en la frecuencia de alimentación. Dispositivos tales como industriales y domésticos de aire acondicionado, refrigeradores y calentadores ajustó su ciclo de trabajo para evitar la activación durante los tiempos de la rejilla estaba sufriendo una condición de pico. A partir de 2000, Telegestore un Proyecto de Italia fue la primera a la red un gran número (27 millones) de hogares que utilizan contadores inteligentes conectados a través de bajo ancho de banda de comunicación por línea de energía . Algunos experimentos utilizaron el término banda ancha sobre líneas eléctricas (BPL), mientras que otros utilizan tecnologías inalámbricas tales como la creación de redes de malla promovido para las conexiones más fiables a los dispositivos dispares en el hogar, así como el apoyo a la medición de otros servicios públicos, como el gas y el agua.
El seguimiento y la sincronización de redes de área extensa se revolucionó a principios de 1990 cuando la Bonneville Power Administration amplió su investigación de redes inteligentes con prototipos de sensores que son capaces de análisis muy rápido de las anomalías en la calidad de la electricidad sobre grandes áreas geográficas. La culminación de este trabajo fue el Sistema de Medición de primera operativa de área extensa (WAMS) en 2000. Otros países están integrando rápidamente esta tecnología - China tiene un sistema nacional integral WAMS cuando su plan económico actual de 5 años se ha completado en 2012 .
Los primeros despliegues de redes inteligentes incluyen el sistema italiano Telegestore (2005), la red de malla de Austin, Texas (desde 2003), los proyectos Prime y Star para la red inteligente de España (2007) y la red inteligente en Boulder, Colorado (2008).